# Acquaviva Platani
Acquaviva Platani település Olaszországban, Szicília régióban, Caltanissetta megyében. Lakosainak száma 869 fő (2023. január 1.). Acquaviva Platani Cammarata, Casteltermini, Mussomeli és Sutera községekkel határos.

## Népesség
A település népességének változása:
| Lakosok száma | 932  | 938  | 869  |
|               | 2017 | 2018 | 2023 |